# New London (Nuevo Hampshire)
New London es un municipio situado en el condado de Merrimack, Nuevo Hampshire, Estados Unidos. Tiene una población estimada, a mediados de 2023, de 4463 habitantes.

## Geografía
Está ubicado en las coordenadas 43°25′4″N 71°59′26″O / 43.41778, -71.99056. Según la Oficina del Censo, tiene una superficie total de 65.84 km², de los cuales 57.86 km² corresponden a tierra firme y 7.98 km² están cubiertos de agua.

## Demografía
Según el censo de 2020, en ese momento había 4400 personas residiendo en la zona. La densidad de población era de 76.0 hab./km². El 92.64% de los habitantes eran blancos, el 1.05% eran afroamericanos, el 0.20% eran amerindios, el 1.14% eran asiáticos, el 0.05% eran isleños del Pacífico, el 0.73% eran de otras razas y el 4.20% eran de una mezcla de razas. Del total de la población, el 1.84% eran hispanos o latinos de cualquier raza.

## Localidades
- New London
- Elkins